# LPP
LPP S.A. – polskie przedsiębiorstwo zajmujące się projektowaniem, produkcją i dystrybucją odzieży. Właściciel pięciu marek modowych: Reserved, House, Cropp, Mohito i Sinsay, których oferta dostępna jest dziś w sprzedaży stacjonarnej i online na  40 rynkach na świecie.
Sieć sprzedaży LPP składa się z blisko 2500 sklepów o łącznej powierzchni ponad 1,72 mln m². Spółka zatrudnia obecnie ponad 43 000 osób w swoich biurach, sieci dystrybucji oraz sklepach w Polsce, krajach Europy, Azji i Afryki. W 2023 roku firma osiągnęła przeszło 17 mld złotych przychodów oraz powyżej 1,6 mld złotych zysków. LPP SA jest notowana na warszawskiej Giełdzie Papierów Wartościowych w ramach indeksu WIG20 oraz należy do indeksu MSCI Poland.

## Historia

### 1991–2000
W 1991 roku w Gdańsku Marek Piechocki i Jerzy Lubianiec rozpoczęli działalność w branży odzieżowej. Przedsiębiorstwo działające początkowo pod firmą PH Mistral s.c., po czterech latach przekształciło się w spółkę LPP (skrót od nazwisk założycieli – Lubianiec, Piechocki i Partnerzy). W 1997 roku oficjalnie otworzyli biuro w Szanghaju. Pod koniec lat 90. właściciele LPP zdecydowali się na stworzenie pierwszej autorskiej marki Reserved i budowę własnej sieci sprzedaży detalicznej. Pierwsze salony Reserved zostały otwarte w 1998 roku.

### 2001–2013
W 2001 roku spółka LPP zadebiutowała na Giełdzie Papierów Wartościowych w Warszawie. Kolejne dwa lata to ekspansja marki Reserved na rynki Europy Środkowej i Wschodniej. W 2002 roku powstały sklepy w Rosji, Estonii, Czechach, Łotwie i na Węgrzech, a w 2003 na Litwie, Ukrainie i Słowacji. Dzięki sukcesom marki spółka powiększyła swoje portfolio i w 2004 roku otworzyła sklep Cropp w Polsce. W kolejnych latach wprowadziła tę markę na rynki w Estonii, na Słowacji i na Łotwie (2005) oraz na Litwie, w Rosji i w Czechach (2006). Lata 2007–2008 to rozwój działalności na rynkach rumuńskim i bułgarskim. W 2008 roku LPP oddało do użytku Centrum Dystrybucyjne w Pruszczu Gdańskim. W tym samym roku przejęło krakowską spółkę Artman, właściciela marek House i Mohito. Ta transakcja sprawiła, że LPP stało się największą firmą odzieżową w Polsce oraz właścicielem czterech marek. W 2013 portfolio firmy powiększyło się o markę Sinsay.

### 2014-2019
W 2014 roku spółka weszła do giełdowego indeksu WIG20, a marka Reserved pojawiła się wówczas na rynku niemieckim. W tym samym roku wszystkie marki LPP zadebiutowały w Chorwacji. Następny rok to ekspansja na rynki Bliskiego Wschodu. Na koniec 2017 roku sieć sprzedaży LPP stanowiło ponad 1700 salonów, o łącznej powierzchni 1 miliona metrów kwadratowych. W 2017 roku otwarte zostało również biuro produktowe LPP w Warszawie, a marki Reserved, Cropp i House zadebiutowały na Białorusi oraz w Serbii. W roku 2017 LPP otworzyło salon Reserved przy Oxford Street w Londynie. Rok 2018 przyniósł kolejne debiuty salonów LPP na nowych rynkach, tym razem w Izraelu, Kazachstanie oraz Słowenii. W 2019 roku spółka otworzyła pierwsze salony w Bośni i Hercegowinie oraz w Finlandii.

### Od 2020
W 2020 roku, w odpowiedzi na ograniczenia w handlu stacjonarnym spowodowane pandemią Covid-19, spółka przeszła transformację cyfrową, przekształcając się tym samym w organizację omnichannelową. Zlikwidowano podział na sprzedaż internetową i stacjonarną, traktując oba te kanały jako całość skupioną na kliencie. Rok później, wraz z ustabilizowaniem się sytuacji na rynku, LPP powróciło do polityki ekspansji zagranicznej i umacniając swoją pozycję w Europie Południowo-Wschodniej, otworzyło pierwsze salony wszystkich swoich marek w Macedonii Północnej. Dwa lata później, w następstwie agresji rosyjskiej na Ukrainę, LPP podjęło decyzję o całkowitym zakończeniu działalności na terenie Rosji i sprzedaży spółki-córki chińskiemu konsorcjum. W efekcie utraty drugiego co do wielkości rynku firma przyjęła nową strategię rozwoju, która zakłada dalszą ekspansję w środkowo-południowej i zachodniej części Europy oraz zwiększenie wolumenu sprzedaży w kanale e-commerce.  Pomimo zapowiadanego zakończenia działalności w Rosji po inwazji na Ukrainie, pojawiają się kontrowersje czy LPP faktycznie zbyło aktywa w Rosji, lub jedynie ukrywało ich dalsze posiadanie w celu poprawy reputacji i wyników. W  2022 roku LPP otworzyło sklepy stacjonarne Sinsay we Włoszech, a wraz z początkiem następnego w Grecji.
Jesienią 2023 marka  Reserved zadebiutowała w Mediolanie, a także rozbudowała swoją sieć sprzedaży w Wielkiej Brytanii, otwierając kolejne salony w Londynie. Natomiast w marcu 2024 roku we Włoszech zadebiutowała trzecia marka z portfolio LPP - Mohito. 

## Salony i centra dystrybucyjne

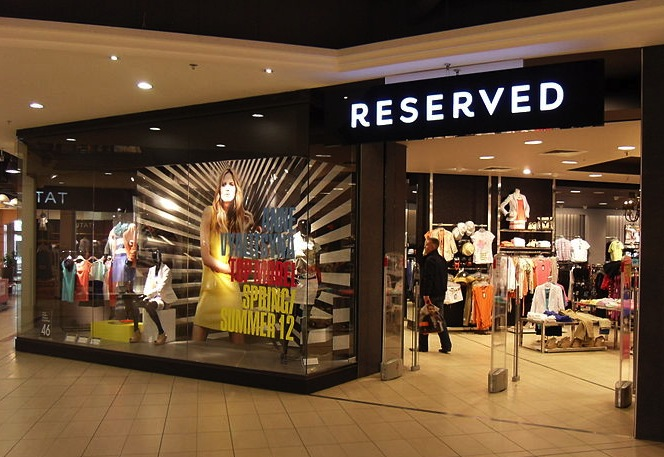
Reserved (Gdańsk)
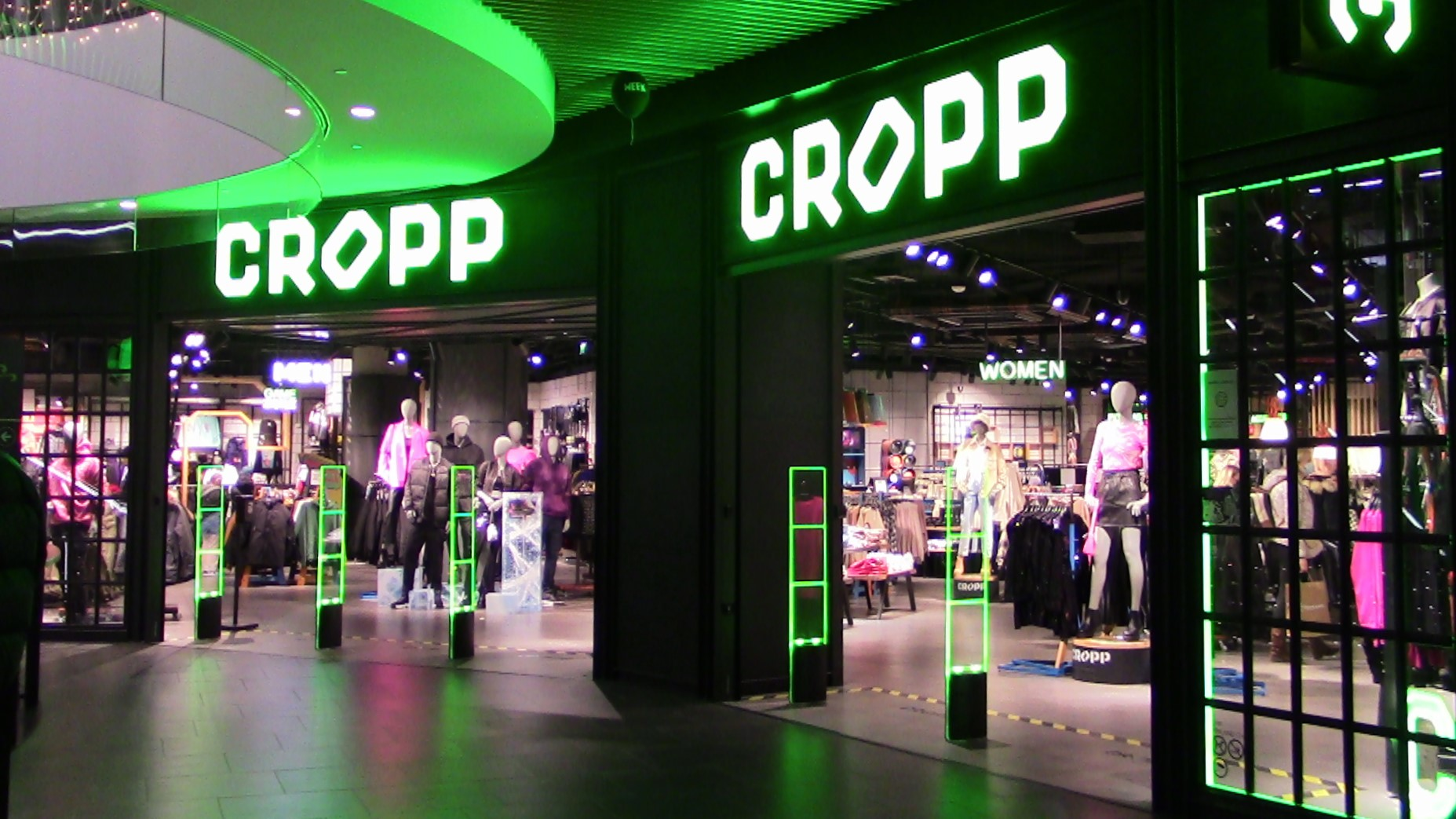
Cropp (Helsinki)
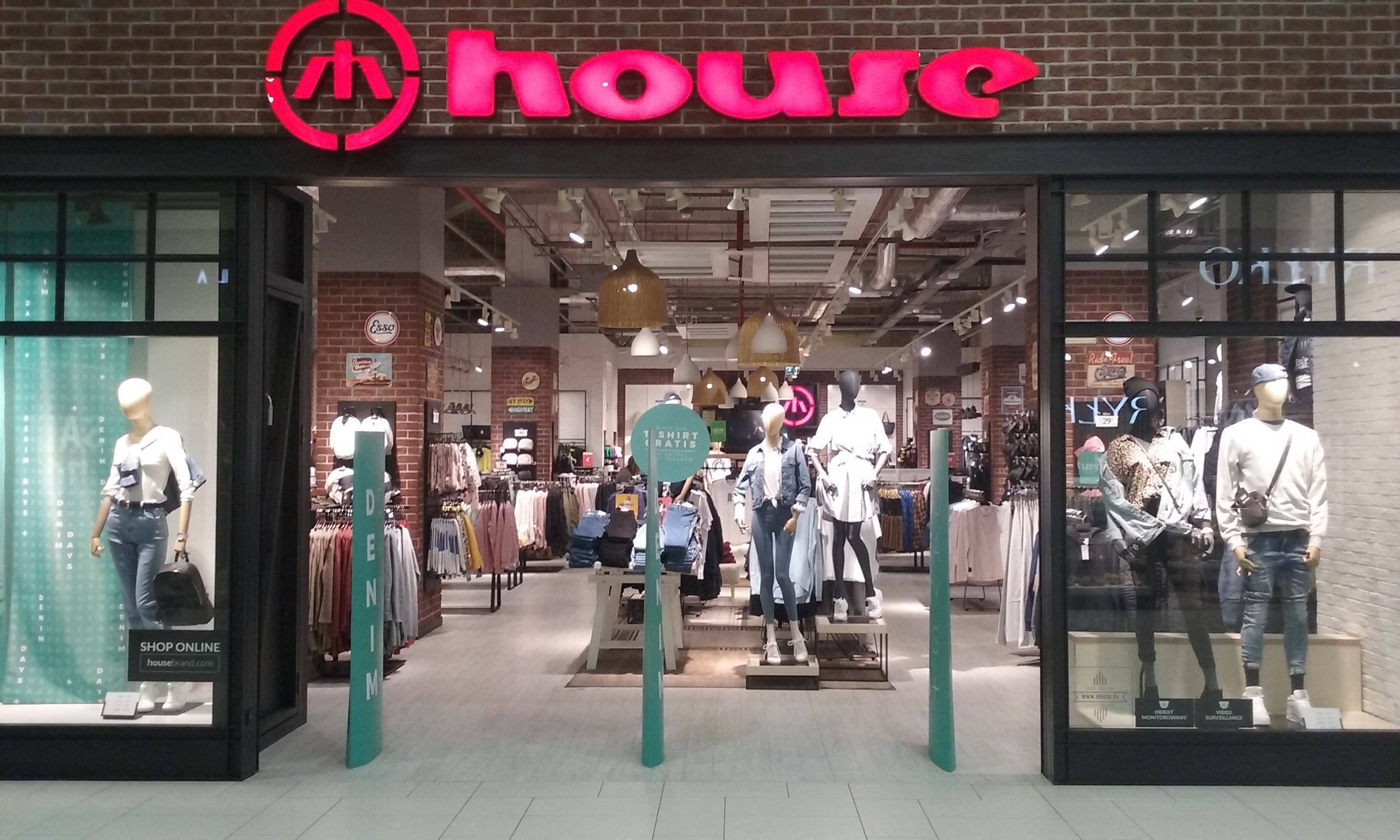
House (Tomaszów Mazowiecki)
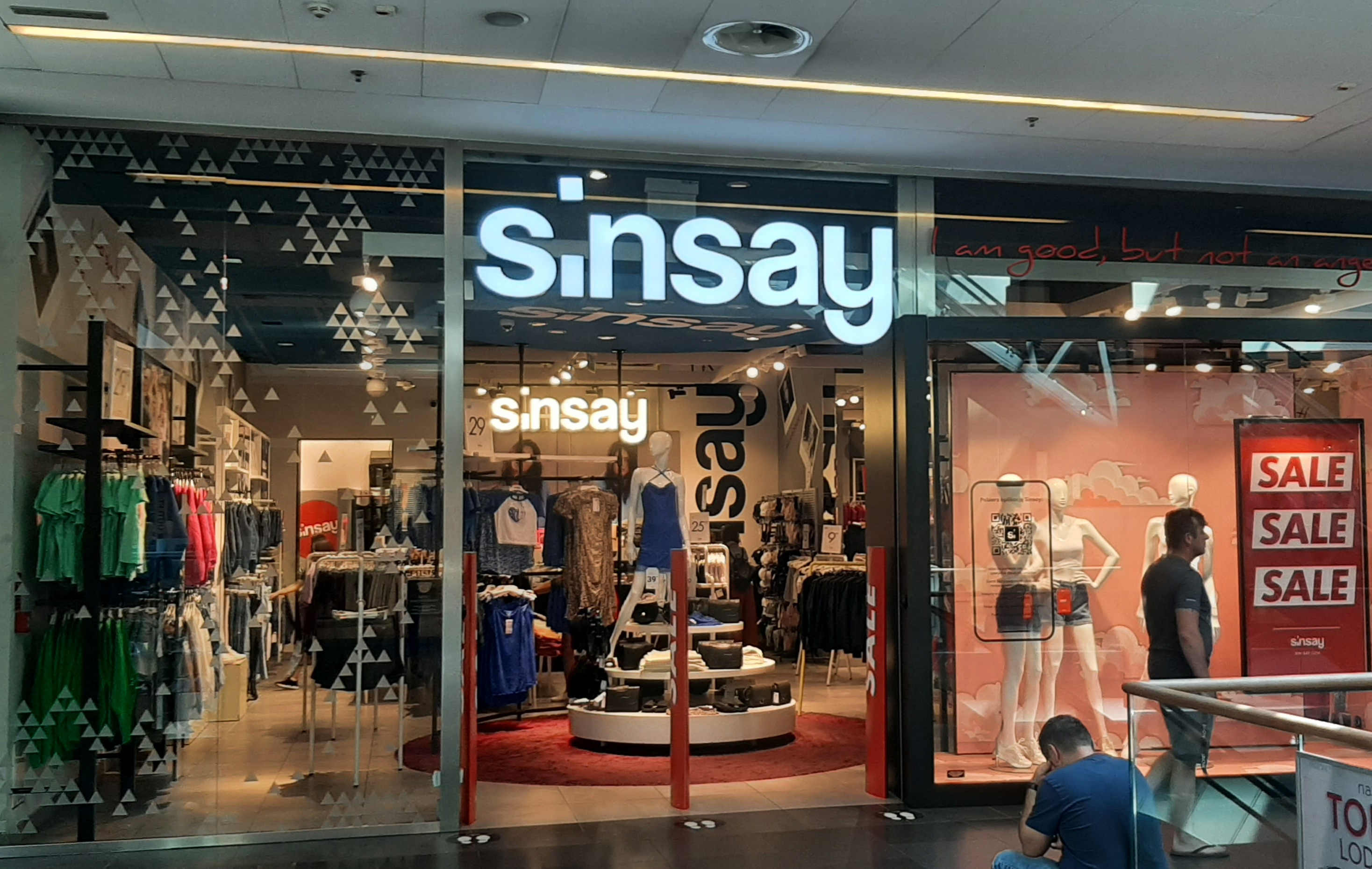
Sinsay (Włocławek)

Globalna sieć zaopatrzenia LPP opiera się obecnie na czterech centrach dystrybucyjnych, dedykowanych obsłudze blisko 2500 sklepów na całym świecie oraz zaopatrzeniu magazynów typu Fulfillment Center, wspierających sprzedaż internetową spółki. Wszelkie procesy logistyczne projektowane i zarządzane są przez operatora logistycznego – spółkę LPP Logistics – należącego do Grupy LPP.
Pierwsze centrum dystrybucyjne spółki w Pruszczu Gdańskim zostało uruchomione w 2008 roku i poprzez stałe modernizacje i kilkukrotne rozbudowy jest obecnie jednym z największych centrów dystrybucyjnych w Europie Środkowo-Wschodniej. W 2017 LPP rozpoczęło realizację wysyłek z nowo otwartego FC w Strykowie pod Łodzią. W rezultacie dynamicznego wzrostu e-commerce, w 2019 roku spółka uruchomiła kolejny magazyn do obsługi zamówień internetowych w Rumunii, a rok później podpisała kontrakt na wynajem powierzchni magazynowej na Słowacji. Dalsze zapotrzebowanie na rozbudowę zaplecza logistycznego zaowocowało uruchomieniem w 2022 roku Fulfillment Centers w Pruszczu Gdańskim oraz na Podkarpaciu. W tym samym okresie pracę operacyjną podjęło drugie centrum dystrybucyjne Grupy - CD w Brześciu Kujawskim.Na początku 2024 roku, w odpowiedzi na dynamiczny rozwój sieci sprzedaży LPP w Europie Centralnej oraz Południowej, spółka LPP Logistics otworzyła pierwsze zagraniczne Centrum Dystrybucyjne w Rumunii. Ponadto w lipcu tego samego roku spółka uruchomiła dwa magazyny do obsługi zamówień e-commerce – pod Bydgoszczą  oraz w Rumunii.

## Produkcja
LPP nie posiada własnych fabryk. Odzież marek grupy produkowana jest głównie w Azji, ale także w Polsce i innych krajach europejskich, m.in. we Włoszech, Portugalii, Rumunii, Bułgarii czy Turcji. Od 1997 roku firma posiada placówkę w Szanghaju, a od 2015 również w stolicy Bangladeszu – Dhace.

## Obecność na Giełdzie Papierów Wartościowych w Warszawie
LPP SA od 2001 roku jest spółką notowaną na Warszawskiej Giełdzie Papierów Wartościowych. W momencie debiutu cena jednej akcji wynosiła 48 zł. W 2014 roku LPP znalazło się w indeksie WIG20 skupiającym 20 największych spółek notowanych na warszawskiej GPW. W tym samym roku LPP dołączyło do indeksu MSCI.

## Akcjonariat
Według danych własnych spółki liczba głosów na WZA jest następująca:
- Fundacja Semper Simul – 60,8%
- Pozostali – 39,2%

W 2018 roku założyciele spółki podjęli decyzję o utworzeniu fundacji i wniesieniu do nich posiadanych przez siebie akcji. W 2020 roku Fundacja Semper Simul, będąca większościowym akcjonariuszem spółki, dokonała przejęcia pakietu kontrolnego LPP.

## Silky Coders
Silky Coders – spółka technologiczna (software house) z siedzibą w Gdańsku, należąca do Grupy Kapitałowej LPP – właściciela pięciu marek odzieżowych: Reserved, Cropp, House, Mohito i Sinsay. Powstała w 2021 roku w wyniku wydzielenia działu IT LPP jako odrębna spółka (koncepcja utworzenia Silky Coders zrodziła się w 2020 roku)
Silky Coders stanowi fundament technologiczny wszystkich pięciu marek LPP, dostarczając im autorskie rozwiązania informatyczne wspierające funkcjonowanie kanałów e-commerce oraz wewnętrznych procesów operacyjnych firmy. Jako wewnętrzny software house Grupy LPP, spółka realizuje projekty z zakresu m.in. e-commerce, analityki danych (data science), logistyki i obsługi klienta, ukierunkowane na dalszą cyfryzację działalności LPP oraz umacnianie jej pozycji w obszarze tzw. fashion tech (połączenia mody i nowych technologii)
Silky Coders jest spółką zależną w 100% należącą do LPP, stanowiąc integralną część struktury Grupy LPP. Zarząd Silky Coders jest powiązany z zarządem LPP – w 2023 roku prezesem Silky Coders został Mikołaj Wezdecki, będący równocześnie wiceprezesem zarządu LPP SA. W pierwszym roku działalności Silky Coders zatrudniała ok. 400 pracowników przeniesionych z działu IT LPP, a na początku 2022 roku liczyła już blisko 600 specjalistów IT

## Wybrane nagrody i wyróżnienia
- 2001: Nagroda Pulsu Biznesu – Gazele Biznesu dla LPP jako jednej z najdynamiczniej rozwijających się firm.
- 2002: Nagroda Gazety Giełdy Parkiet – Najlepiej Zarządzana Spółka Giełdowa.
- 2003: Nagroda Gospodarcza Prezydenta Rzeczypospolitej Polskiej – Najlepsze Polskie Przedsiębiorstwo.
- 2004: Nagroda Dziennika Rzeczpospolita – Orzeł Rzeczpospolitej.
- 2004: Central & Eastern European Retailer of the Year.
- 2008: Nagroda Dziennika Rzeczpospolita – Orzeł Rzeczpospolitej.
- 2008: Nagroda Pulsu Biznesu – Filary Polskiej Gospodarki.
- 2008: Nagroda Dziennika Rzeczpospolita – Ranking Najcenniejszych Polskich Marek.
- 2009: Nagroda Pulsu Biznesu – Giełdowa Spółka Roku – Relacje Inwestorskie.
- 2011: Nagroda Pulsu Biznesu – Giełdowa spółka roku: I miejsce w rankingu głównym, kategoria „Kompetencje zarządu, kategoria „Sukces w 2011 roku”[74].
- 2012: Nagroda Gazety Giełdy Parkiet – Spółka Roku mWIG40.
- 2013: Nagroda miesięcznika Forbes – Diamenty[75].
- 2013: Nagroda Dziennika Rzeczpospolita – Dobra Firma.
- 2014: Nagroda PARP – Pracodawca Jutra[76].
- 2015: Nagroda Gazety Giełdy Parkiet – ranking spółek najlepiej prowadzących relacje inwestorskie – I miejsce.
- 2015: Ranking amerykańskiego miesięcznika Forbes – „Most Innovative Growth Companies”[77].
- 2015: Ranking 200 Największych Polskich Firm 2017 tygodnika Wprost[78].
- 2016: Budowa Roku 2015 – konkurs organizowany jest przez Ministerstwo Budownictwa, Polski Związek Inżynierów i Techników Budownictwa oraz Główny Urząd Nadzoru Budowlanego[79].
- 2016: Nagroda dziesięciolecia – Ranking „Rzeczpospolitej” i Deloitte[80].
- 2017: Nagroda miesięcznika Forbes.
- 2017: Polska Firma – Międzynarodowy Czempion: nagroda redakcji Pulsu Biznesu, wyróżnienie w kategorii: Eksporter: Polska Firma Prywatna – duże przedsiębiorstwo[81].
- 2018: Nagrody Dziennika Rzeczpospolita – Ranking Najcenniejszych Polskich Marek: pierwsze miejsce Reserved, trzecie House, czwarte Cropp[82].
- 2018: III miejsce w Badaniu relacji inwestorskich w spółkach z WIG30 według inwestorów instytucjonalnych[83].
- 2019: Narodowy Sukces – Podczas Kongresu 590, jednego z największych cyklicznych wydarzeń ekonomicznych w Polsce, na gali Nagród Gospodarczych Prezydenta RP firma otrzymała nagrodę w kategorii Narodowy Sukces[84].
- 2020: Konkurs Digital Excellence, wyróżniający firmy dokonujące przemian cyfrowych, LPP nagrodzono laurem Digital Excellence w kategorii Digital Capabilities[85].
- 2020: Orzeł Innowacji – nagroda Dziennika Rzeczpospolita[86].
- 2020: Zielony Orzeł – nagroda Dziennika Rzeczpospolita[87].
- 2021: Tytuł Spółki Świadomej Klimatycznie – nadany w 3. edycji badania Stowarzyszenia Emitentów Giełdowych, Fundacji Standardów Raportowania i Bureau Veritas Polska[88].
- 2021: Srebrny Listek CSR – wyróżnienie przyznawane przez Tygodnik Polityka[89].
- 2021: II miejsce w klasyfikacji generalnej rankingu najlepiej raportujących kwestie klimatyczne spółek giełdowych z indeksów WIG20 i mWIG40 „Benchmark Strategii Klimatycznych”[90].
- 2021: Tytuł Najlepszego Biura w Trójmieście oraz wyróżnienie w kategorii „Innowacje i Technologie” w konkursie Office Superstar – nagrody przyznane przez CBRE[91].
- 2021: Spółka Giełdowa Roku – nagroda redakcji Puls Biznesu[92].
- 2021: Tytuł Najlepszej Spółki WIG20 w konkursie Byki i Niedźwiedzie – nagroda dziennika Parkiet[93].
- 2022: Zielony Listek CSR – wyróżnienie przyznane po raz pierwszy przez Tygodnik Polityka za wdrożenie rozwiązań mających pozytywny wpływ na środowisko[94][95].
- 2022: III miejsce w rankingu „Najważniejsze firmy dla Polski” – wyróżnienie przyznane przez Dziennik Rzeczpospolita[96][97].
- 2022: Najlepszy Nowy Magazyn Roku w Europie Środkowo-Wschodniej – nagroda przyznana przez firmę Eurocee, wydawcę miesięcznika Eurobuild CEE, w 12. Edycji konkursu CEE Region Eurobuild Awards[98].
- 2022: Najlepszy Eksporter i Najlepszy Pracodawca – tytuły przyznane przez Dziennik Bałtycki w rankingu „TOP 100 Pomorza”[99].
- 2023: Lider Relacji Inwestorskich - pierwsze miejsce w badaniu relacji inwestorskich w spółkach WIG30 przeprowadzonego przez Parkiet oraz Izbę Domów Maklerskich[100].
- 2023: Najlepsza aplikacja w m-commerce – nagroda dla aplikacji Sinsay w konkursie Mobile Trends Awards[101].
- 2023: Nagroda Główna MTA – tytuł dla najlepszego projektu roku przyznany w konkursie Mobile Trends Awards[102].
- 2023: Inwestor bez granic – nagroda przyznana przez portal gospodarczy WNP.pl oraz magazyn Nowy Przemysł za odważną i skuteczną strategię ekspansji zagranicznej[103][104].
- 2023:Orły ESG – nagroda przyznana przez Dziennik Rzeczpospolita za umiejętne przezwyciężanie sytuacji kryzysowych, transformację technologiczną, logistyczną i sprzedażową[103][105].
- 2023: Złoty Listek CSR – nagroda przyznana przez Tygodnik Polityka za całokształt prowadzonych działań z perspektywy środowiskowej, społecznej i ładu korporacyjnego[106].
- 2023: II miejsce w konkursie Effie – nagroda przyznana za kampanię „Ty mówisz: praca? My mówimy: Sinsay!” w kategorii PR & Employer Branding[107].
- 2023: Reserved nagrodzone w konkursie CEE Retail Awards – dwie statuetki w kategoriach: Sprzedawca branży fashion z salonami pow. 500 mkw. oraz Sprzedawca artykułów dziecięcych[108].
- 2023: Innowator ESG – Złota Nagroda w kategorii „E-innowacja w obszarze środowiska” przyznana przez Polskie Stowarzyszenie Liderów ESG za wspólny projekt LPP i start-upu Use Waste w obszarze opracowania technologii recyklingu tekstyliów poliestrowych oraz Nagroda Prezesa PAIH całokształt działalności spółki na rzecz ESG.[109]
- 2024: Giełdowa Spółka Roku – LPP laureatem w kategoriach: kompetencje zarządu oraz relacje z inwestorami, a także III miejsce w głównym rankingu najlepszych spółek giełdowych notowanych na Giełdzie Papierów Wartościowych[110].
- 2024: Złoty Listek CSR – nagroda przyznana przez Tygodnik Polityka za konsekwentne integrowanie zrównoważonego rozwoju z kluczowymi elementami strategii biznesowej i budowanie trwałych relacji z interesariuszami[111].
- 2024: Najlepszy Polski Pracodawca Roku – pierwsze miejsce w rankingu organizowanym cyklicznie przez redakcję Wprost[112].

## Produkcja w Azji, kontrola łańcucha dostaw i porozumienie ACCORD
Po tragedii w fabryce w Bangladeszu (w zawalonym 24 kwietnia 2013 budynku zginęło 1127 pracowników), w październiku 2013 LPP przystąpiła do porozumienia ACCORD, mającego na celu poprawę bezpieczeństwa w fabrykach produkujących odzież w Bangladeszu (Accord on Fire and Building Safety in Bangladesh). Na początku 2018 roku spółka LPP podpisała kolejne, 3-letnie przedłużenie umowy, tzw. „Transition ACCORD”. 
W 2022 roku spółka przystąpiła do amfori BSCI, będącej globalnym inicjatorem działań na rzecz zrównoważonej produkcji i handlu. 
Z kolei rok później LPP jako jedyna polska firma dołączyła do grona sygnatariuszy porozumienia Accord Pakistan (The Pakistan Accord on Health and Safety in the Textile and Garment Industry), którego celem jest kontrola warunków pracy i bezpieczeństwa w łańcuchach dostaw obejmujących dostawców z Pakistanu.

## Kontrowersje wokół unikania podatków
W styczniu 2014 roku decyzja LPP SA o przeniesieniu marek do spółek zależnych na Cyprze i w Zjednoczonych Emiratach Arabskich wywołała protesty społeczne. W lutym 2015 roku firma rozpoczęła proces, mający na celu przeniesienie praw do znaków towarowych do polskiej spółki LPP SA. Wskutek zmian, LPP SA miała stać się jedynym właścicielem praw do znaków towarowych Reserved, Cropp, House, Mohito, Sinsay oraz wypracowanego przez lata know-how.
Według raportu Ministerstwa Finansów, w 2018 roku spółka LPP uplasowała się na trzecim miejscu wśród największych płatników CIT w Polsce w branży handlowej.
| Rok  | Przychód (mld zł) | Dochód (mln zł) | CIT (mln zł) |
| ---- | ----------------- | --------------- | ------------ |
| 2022 | 15,4              | 864             | 160,7        |
| 2021 | 12                | 1959            | 355,3        |
| 2020 | 6,5               | 219             | 41           |
| 2019 | 8,2               | 850             | 108          |
| 2018 | 6,9               | 1044            | 144,8        |
| 2017 | 6,1               | 536             | 41           |
| 2016 | 5,2               | 243             | 6            |
| 2015 | 4,8               | 419             | 44           |

Spółka od 2016 roku odprowadziła do budżetu państwa łącznie 7,6 mld PLN z tytułu podatków i innych danin, natomiast jej wkład do budżetu Polski w samym 2023 wyniósł blisko 2,1 mld zł.

## CSR i działalność charytatywna
W grudniu 2017 roku LPP powołało Fundację LPP. Celem jej działalności jest wspieranie osób zagrożonych wykluczeniem społecznym, pomoc ludziom w trudnej sytuacji życiowej oraz ochrona zdrowia.